# Nguyễn Xuân Mười
Nguyễn Xuân Mười là Trung tướng Công an nhân dân Việt Nam. Năm 2017, ông giữ chức vụ Phó Tổng cục trưởng Tổng cục Chính trị Công an nhân dân, Bộ Công an Việt Nam. Ông nguyên là Giám đốc Công an tỉnh Bắc Ninh.

## Tiểu sử
Cha Nguyễn Xuân Mười là Nguyễn Xuân Thao (sinh năm 1929, mất ngày 20 tháng 3 năm 2017, thọ 89 tuổi), quê quán và trú ở đội 13, xã Thiệu Giao, huyện Thiệu Hóa, tỉnh Thanh Hóa.
Ngày 4 tháng 6 năm 2008, Nguyễn Xuân Mười được Thủ tướng Chính phủ Việt Nam thăng quân hàm từ Đại tá lên Thiếu tướng Công an nhân dân Việt Nam. Lúc này ông đang là Chánh Văn phòng Tổng cục Xây dựng lực lượng Công an nhân dân (Quyết định 666 - 702/QĐ-TTg).
Tháng 1 năm 2009, Nguyễn Xuân Mười là Thiếu tướng Công an nhân dân Việt Nam, Ủy viên Ban Thường vụ Tỉnh ủy, Bí thư Đảng ủy, Giám đốc Công an tỉnh Bắc Ninh.
Ông là ủy viên Ủy ban nhân dân tỉnh Bắc Ninh nhiệm kì 2004-2011. Tháng 1 năm 2011, ông được thủ tướng chính phủ phê chuẩn miễn nhiệm chức danh ủy viên Ủy ban nhân dân tỉnh Bắc Ninh, lúc này đang là Giám đốc Công an tỉnh Bắc Ninh, để nhận nhiệm vụ mới.
Tháng 1 năm 2012, Nguyễn Xuân Mười là Thiếu tướng Công an nhân dân Việt Nam, Phó Tổng cục trưởng Tổng cục Xây dựng lực lượng Công an nhân dân, Bộ Công an Việt Nam.
Từ tháng 7 năm 2013 đến tháng 12 năm 2013, ông là Trung tướng Công an nhân dân Việt Nam, Phó Tổng cục trưởng Tổng cục Xây dựng lực lượng Công an nhân dân, Bộ Công an Việt Nam.
Tháng 12 năm 2017, ông là Trung tướng Công an nhân dân Việt Nam, Tiến sĩ, Ủy viên Ban Thường vụ Đảng ủy Tổng cục, Phó Tổng cục trưởng Tổng cục Chính trị Công an nhân dân.

## Phong tặng

### Lịch sử thụ phong quân hàm
- Thiếu tướng Công an nhân dân Việt Nam (thụ phong ngày 4/6/2008)
- Trung tướng Công an nhân dân Việt Nam (khoảng từ 1/2012 đến 7/2013)

### Huân huy chương
- Huân chương Bảo vệ Tổ quốc hạng Nhì (trao ngày 18 tháng 7 năm 2016)[10]